# Fränsta
Fränsta ist ein Ort in Gemeinde Ånge der schwedischen Provinz Västernorrlands län sowie der historischen Provinz Medelpad. Seit 2015 bildet er mit dem etwas kleineren Ljungaverk, dessen Ortsmitte etwa sechs Kilometer westlich liegt, den gemeinsamen Tätort Fränsta och Ljungaverk, da das Gebiet zwischen den Orten entlang der Straße faktisch durchgehend bebaut ist.

## Geografie
Der Ort liegt am See Torpsjö im Tal des Flusses Ljungan und wird von der Europastraße 14 und der Eisenbahnlinie des Mittnabotåget durchquert. In der Nähe des Ortes befindet sich der geografische Mittelpunkt Schwedens. Bis nach Sundsvall sind es etwa 65 km und bis nach Östersund rund 125 km.

## Kultur und Sehenswürdigkeiten
Fränsta ist ein Zentrum für Wirtschaft und Kultur in der Umgebung. In Fränsta gibt es unter anderem eine Zweigstelle der Volkshochschule Ålsta (Ålsta Folkhögskola), eine Kirche und ein Heimatmuseum. Eine Sehenswürdigkeit ist die Brücke Vikbron, eine der längsten Holzbrücken Schwedens. Auf der Südseite der Brücke kommt man zu Viknäset, wo sich ein Gräberfeld aus der Eisenzeit befindet.

## Sport
Fränsta IK ist ein Sportverein aus Fränsta. Der Klub ist aktiv in den Bereichen Fußball und Skifahren. Mit dem Fränsta IBK existierte bis 2013 ein Verein für Unihockey, dessen Herren- und Damenmannschaften zeitweise in der dritt- beziehungsweise zweithöchsten schwedischen Liga spielten, und der nun wieder in den Fränsta IK eingegliedert ist.

## Söhne und Töchter von Fränsta
- Anette Fanqvist (* 1969), Skilangläuferin